# Bothriopsis medusa
Bothriopsis medusa é uma espécie de serpente peçonhenta pertencente à família Viperidae, encontrada na Venezuela. Não existem subespécies reconhecidas.